# 東吳大學人文社會學院

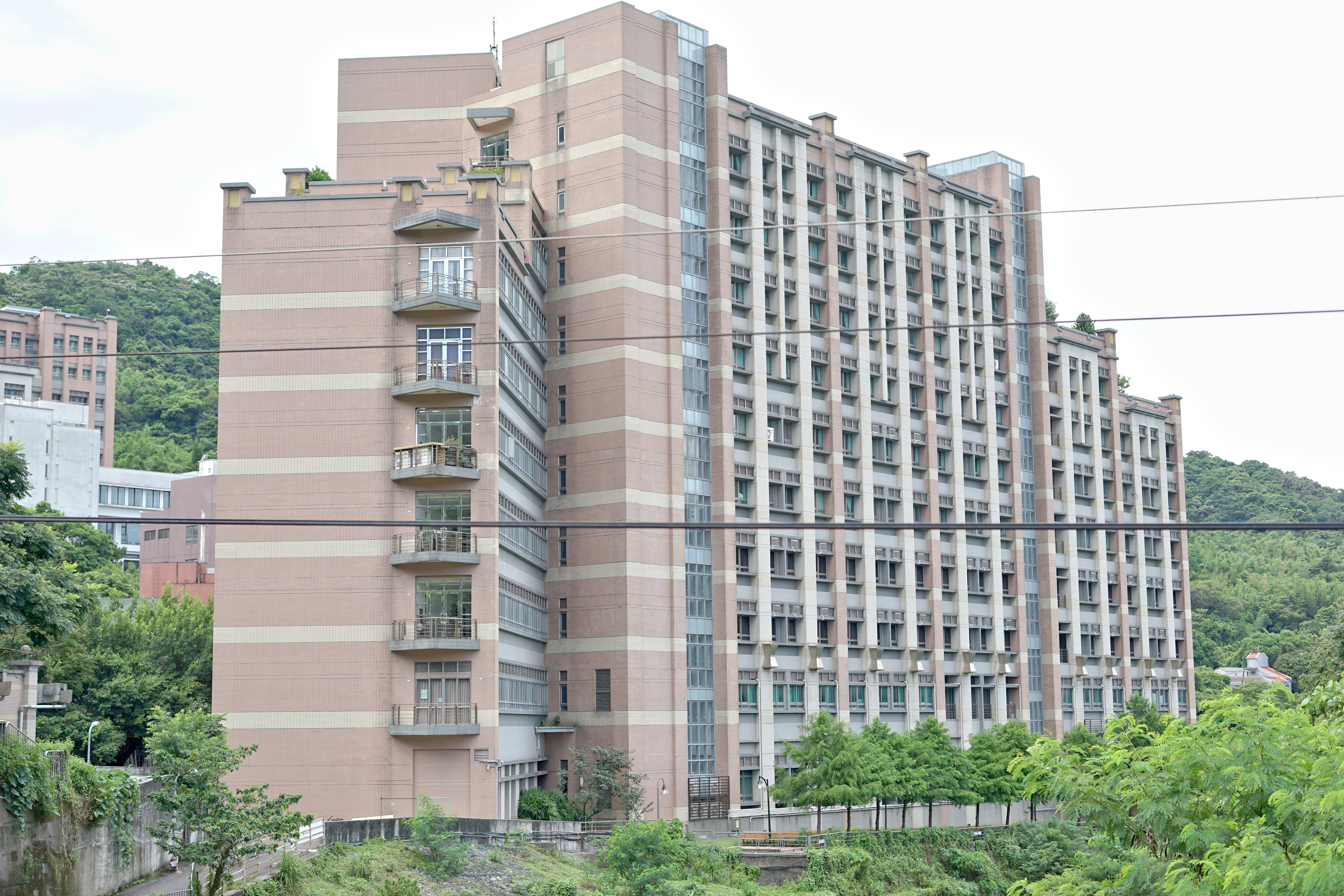
人文社會學院位於東吳大學外雙溪校區第二教學研究大樓

東吳大學人文社會學院，是東吳大學位於台灣台北市外雙溪校區的學院之一，現設有中國文學系、歷史學系、哲學系、政治學系、社會學系、社會工作學系、音樂學系等學系，並設有人權碩士學位學程、師資培育中心及數項跨領域學分學程。為整合院內資源，進行跨域研究，亦設立社會地理資訊中心（GIS中心）、中華文明現代化研究與創意中心及中國研究室、東亞研究室等四個研究單位。

## 歷史沿革
最早可追溯於蘇州東吳大學設立的東吳大學文理科，而東吳大學法學院於1954年在台復校，設立政治學系，並附設外國語文學系。於1968年成立文學院；1969年恢復大學建制為私立東吳大學，成立文理學院；1970年分設理學院與文學院。1984年部分系所分出設立外國語文學院，2006年更名為人文社會學院。

### 中國大陸時期
- 1901年，東吳大學 (蘇州)設立文理學科。
- 1927年，更名為文理學院，潘慎明先生為文理學院院長。
- 1929年，東吳大學奉國民政府教育部核准立案，成立文學院。

### 台灣時期
- 1954年，東吳大學法學院在台復校，設立政治學系，附設外國語文學系。
- 1956年，設中國文學系，以復設文學院之準備。
- 1968年，成立文學院。
- 1969年，教育部核准恢復完全大學建制，為「私立東吳大學」，設有文理、法、商三學院。
- 1970年，文理學院分設文學院、理學院。
- 1972年，設歷史學、音樂學二系及外文系東方語文組。
- 1973年，設社會學系及外文系德文組。
- 1974年，設中國文學研究所。
- 1975年，外國語文學系所轄英國語文（今英文學）、東方語文（今日本語文學）與德國語文（今德國文化學）三組，改獨立設系。
- 1977年，中國文學研究所成立博士班。
- 1978年，社會學系開辦社會理論組與社會工作組分組教學。
- 1980年，設日本文化研究所、哲學系。
- 1981年，設社會學研究所，分社會學理論及社會工作兩組招生。
- 1984年，所轄英國語文、日本語文、德國語文三學系分出設立外國語文學院。
- 1990年，社會學系之社會工作組，獨立設系為社會工作學系。
- 1992年，社會學研究所之社會工作組獨立設為社會工作學研究所。
- 1993年，設音樂學研究所。
- 1997年，原教務處之教育學程改隸文學院。
- 1998年，設政治學系博士班。
- 1999年，設哲學系碩士班。
- 2000年，設歷史學系碩士班。
- 2004年，教育學程改稱為師資培育中心。
- 2006年，文學院更名為人文社會學院。
- 2008年，設人權碩士學位學程。

## 歷任院長
| 任別 | 姓名             | 任期           |
| ---- | ---------------- | -------------- |
| 1    | 王兆荃           | 1968年－1978年 |
| 2    | 杜蘅之           | 1979年－1984年 |
| 3    | 楊其銑（校長兼） | 1984年－1985年 |
| 4    | 徐震             | 1985年－1990年 |
| 5    | 郭仁孚           | 1990年－1996年 |
| 6    | 蔡明哲           | 1996年－2000年 |
| 7    | 楊孝濚           | 2000年－2004年 |
| 8    | 黃兆強           | 2004年－2007年 |
| 9    | 莫藜藜           | 2007年－2013年 |
| 10   | 謝政諭           | 2013年－2016年 |
| 11   | 黃秀端           | 2016年－2022年 |
| 12   | 米建國           | 2022年－現任   |

上表參考東吳大學人文社會學院官方網站。

## 學術單位

### 學、碩士班
- 中國文學系
- 歷史學系
- 哲學系
- 政治學系
- 社會學系
- 社會工作學系
- 音樂學系

### 博士班
- 中國文學系
- 政治學系

### 進修學士、碩士（專）班
- 中國文學系進修學士班
- 中國文學系碩士在職專班
- 社會學系碩士在職專班
- 人權碩士學位學程

### 跨領域學程
- 人權學程
- 創意人文學程
- 非營利組織管理學程

### 研究單位
- 社會地理資訊中心（GIS中心）
- 中華文明現代化研究與創意中心
- 中國研究室
- 東亞研究室

## 重要事件
- 東吳大學政治系黃爾璇事件[3][4][5][6][7][8]

## 學術期刊
- 東吳中文學報：中國文學系出版 ISSN 1027-1163 THCI、人社期刊評比第二級
- 東吳歷史學報：歷史學系出版 ISSN 1025-0689 人社期刊評比第三級
- 東吳哲學學報：哲學系出版 ISSN 1010-0725 THCI、人社期刊評比第一級
- 社會分析：東吳社會系、輔大社會系與世新社會心理學系共同出版 ISSN 2218-6689
- 東吳社會工作學報：社會工作學系出版 ISSN 1026-4493
- 東吳政治學報：政治學系出版 ISSN 1010-0725 TSSCI、人社期刊評比第二級
- 雙溪教育論壇：師資培育中心出版 ISSN 2305-7270

上表期刊評比據中華民國科技部公布「臺灣人文及社會科學期刊評比暨核心期刊收錄」最新名單。